# Klutiana hemitelina
Klutiana hemitelina là một loài tò vò trong họ Ichneumonidae.